# 리눅스 문서화 프로젝트
리눅스 문서화 프로젝트(Linux Documentation Project, LDP)는 전적으로 자발적인 참여로 진행되는 프로젝트로 리눅스 관련 문서를 만드는 데 목표가 있다.
이 프로젝트는 처음엔 리눅스 해커들끼리 각자가 만들어 놓은 문서를 공유하기 위한 목적으로 시작되었다. 따라서 문서의 수준은 직업 시스템 어드민(admin) 등 숙달된 사용자들의 눈높이에 맞춰져 있었다. 그러나 현재에는 초보자들이 따라할 수 있는 강좌도 많이 포함하고 있다.
LDP는 최초 1992년 FTP 사이트로 시작되었고, 1993년에 MetaLab의 웹사이트로 옮겨졌다. 이 사이트는 리눅스에 관한 최초의 웹사이트로 여겨지고 있다.
현재 LDP는 475개 이상의 문서를 제공하고 있다. 이 중 십여개는 일반 책의 분량이고, 이들 대부분은 오라일리 등의 컴퓨터 전문 출판사에 의해 출판되어 책으로 구입할 수 있다. LDP는 또한 사용자가 단계적으로 따라해서 목적을 이룰 수 있는 다수의 HowTo 문서 또한 제공한다. 문서의 목적은 매우 다양해서 특정 모뎀의 설정 같은 매우 구체적인 것일 수도 있고, 네트워크 관리와 같은 광대하고 추상적인 것일 수 있다.
보안이나 네트워킹과 같은 넓고 추상적인 주제는 보통 책의 분량이 되는 안내서에서 다루어진다.
LDP는 잦은 질문 목록 (FAQ), 메인 페이지 등의 문서들과 두 개의 웹진(리눅스 가제트, 리눅스 포커스)을 발행하고 있다.
LDP에서 제공하는 문서들은 거의가 GNU 자유문서 라이선스에 따르고 있다. 그러나 무료로 배포할 수 있는 기타 라이선스를 따르는 문서도 있다. 현재의 라이선스 정책은 GFDL 이나 Open Publication License을 사용할 것을 권하고 있다.
KLDP에선 LDP 문서를 한국어로 옮기고, 자체 리눅스 관련 문서를 작성하고 있다.